# Видело (календар)
Видело је збирка шаљиво-сатиричних списа са календаром за 1880. годину.

## Историјат
Календар је објавио напредњачки лист Видело. Главни уредник био је Љубомир Даниловић „Решетар“. Даниловић је написао да овај календар представља "збирку шаљиво-хумористичких списа".

### Тематика
- досетке
- шале
- сатирични списи
- анегдоте

### Место и година издавања
Београд, 1880.

### Штампарија
Календар је штампан у Штампарији Задруге штампарских раденика 1879. године

### Изглед календара
Стр. 112+/15/+XIV+2/
16X12 cm